# Villars-Saint-Georges
Villars-Saint-Georges è un comune francese di 247 abitanti situato nel dipartimento del Doubs nella regione della Borgogna-Franca Contea.

## Società

### Evoluzione demografica
Abitanti censiti